# Paul Shigihara

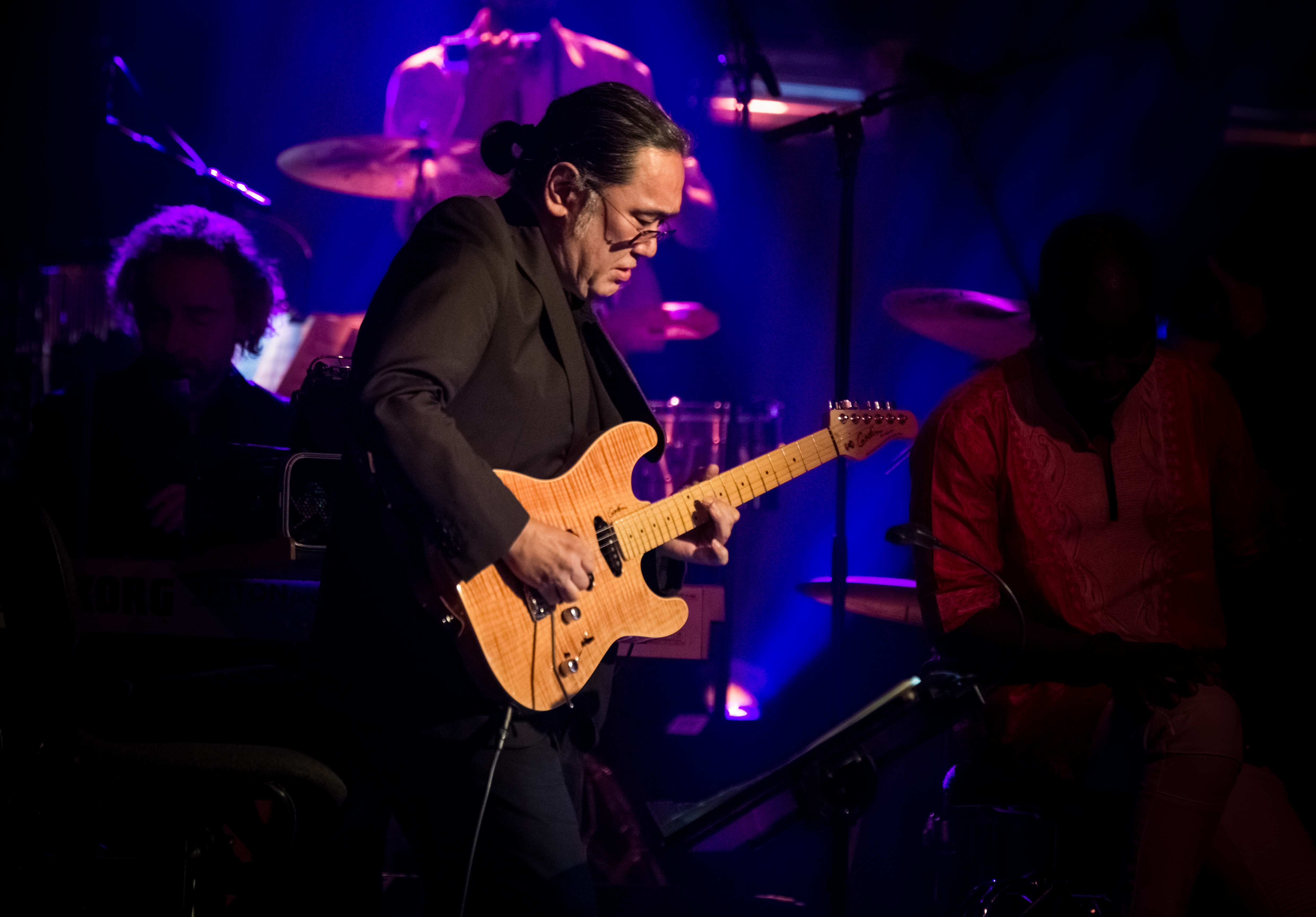
Paul Shigihara (Leverkusener Jazztage 2016)

Paul Shigihara (* 1955 in Tokio) ist ein aus Japan stammender Gitarrist, welcher 1961 nach Bonn kam. Er lebt in Köln und war Gitarrist bei der WDR Big-Band.

## Leben
Shigihara wuchs im Rheinland auf. Er studierte Renaissance-Laute sowie klassische Gitarre und spielte nach seinem Studium mit dem Ensemble Sequentia, bevor er sich Ende der 1970er Jahre als Studiomusiker in der Kölner Musikszene etablierte.
Von 1980 bis 1982 gehörte Shigihara zusammen mit unter anderem Alexander Sputh (git.), Willy Ketzer (drums), Ismail Tarlan (drums), Ira Coleman (bass), Fehiman Uḡurdemir (git.), Meftun Yeşilbaş (drums), Mesuth K. (drums) und Ralf Mähnhöfer (bass, keyb., voc., drums, musikal. Ltg.) zum Musikerpool der Begleitband Anatology des türkischen Protestsängers und Liedermachers Cem Karaca.
Nach einem einjährigen Studium am Berklee College of Music arbeitete Shigihara erstmals in Köln mit Charlie Mariano zusammen. Er trat mit Dave Liebman auf und nahm an Tourneen von Sam Rivers teil. Kurzzeitig war er an der Kölner Musikhochschule als Dozent für Jazzgitarre tätig. Von 1979 bis 1999 war er als Solist und Studiomusiker aktiv.
1999 arbeitete er erstmals mit der WDR Big Band Köln zusammen, der er bis 2021 angehörte. Daneben tourte er u. a. mit Jon Lord und Joe Zawinul.
Als Sideman nahm Shigihara mit Jim McNeely, Klaus Doldinger, Ingrid Sertso, Carola Grey, Andreas Lonardoni, Lalo Schifrin, Patti Austin, Paquito D’Rivera, Jon Lord, Randy und Michael Brecker, Götz Alsmann, Maceo Parker, Joe Lovano und anderen auf. 1984 erschien sein Album Tears of Sound (mit Charlie Mariano, Tim Wells und Michael Küttner).